# Малоандріївка
Малоандрі́ївка — село в Україні, у Магдалинівській селищній громаді Самарівського району Дніпропетровської області. Населення за переписом 2001 року становить 278 осіб.

## Географія
Село Малоандріївка знаходиться за 2 км від лівого берега річки Кільчень, за 1,5 км від села Запоріжжя. По селу протікає пересихаючий струмок з загатою. Через село проходить автомобільна дорога О040410.

## Населення

### Мова
Розподіл населення за рідною мовою за даними перепису 2001 року:
| Мова       | Кількість | Відсоток |
| ---------- | --------- | -------- |
| українська | 258       | 92.81%   |
| російська  | 17        | 6.11%    |
| білоруська | 2         | 0.72%    |
| румунська  | 1         | 0.36%    |
| Усього     | 278       | 100%     |